# Aiwasowski Nationale Kunstgalerie Feodossija
Die Aiwasowski Nationale Kunstgalerie Feodossija (ukrainisch Феодосійська національна картинна галерея; Krimtatarisch: Kefedeki milliy resimler galereyası; russisch Феодосийская картинная галерея имени И. К. Айвазовского) ist ein Kunstmuseum in Feodossija auf der Krim.

## Geschichte

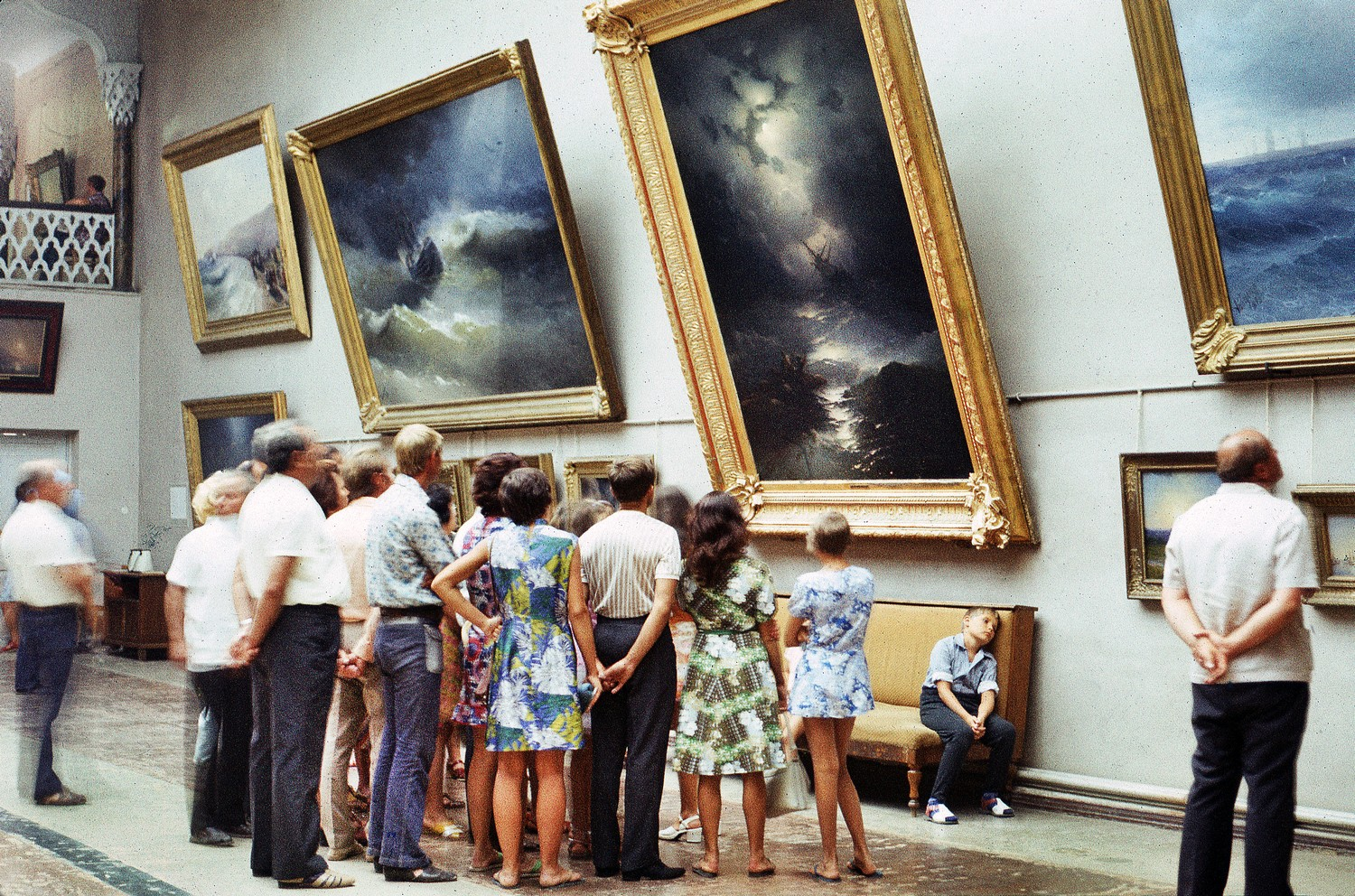

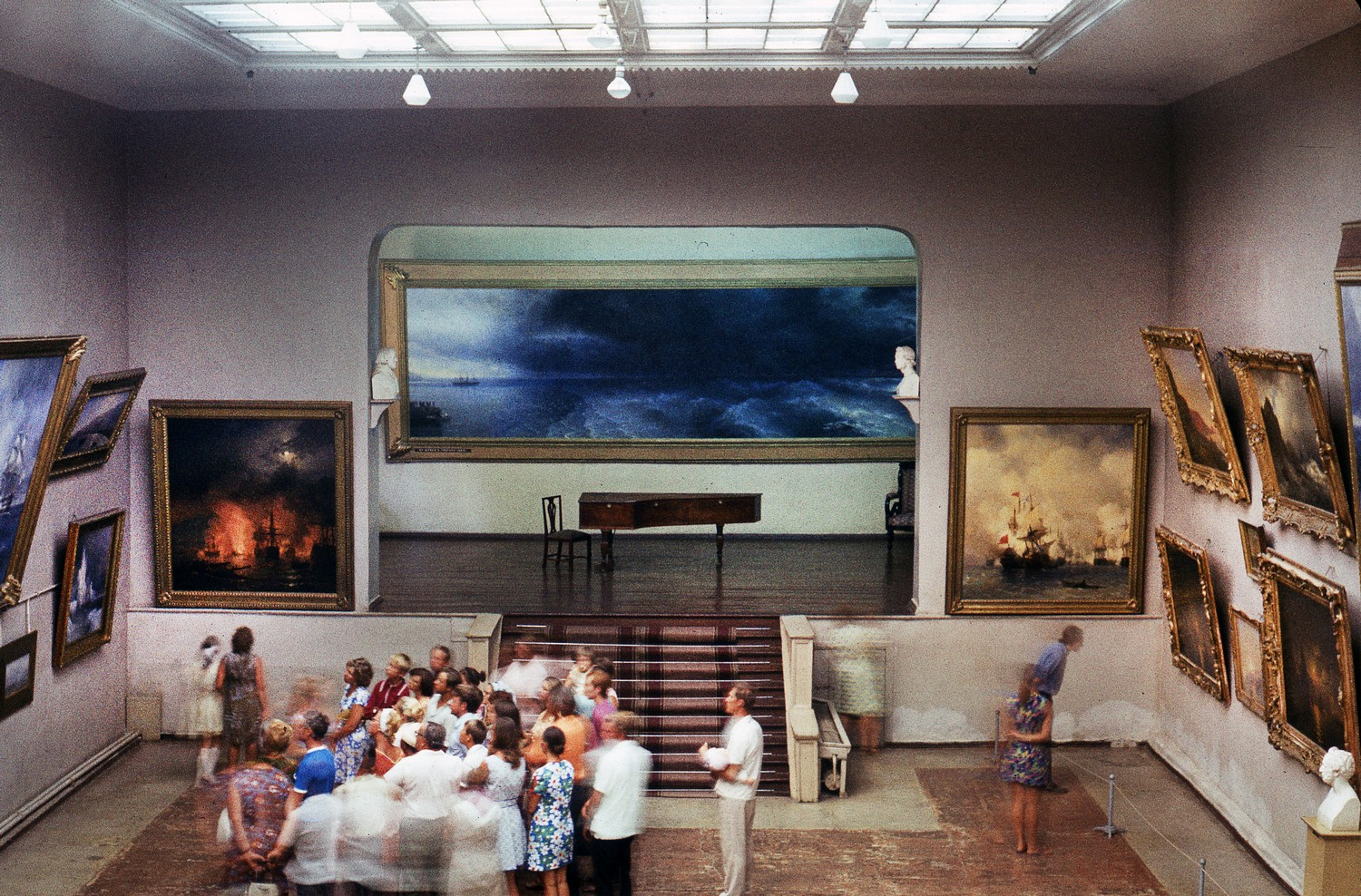

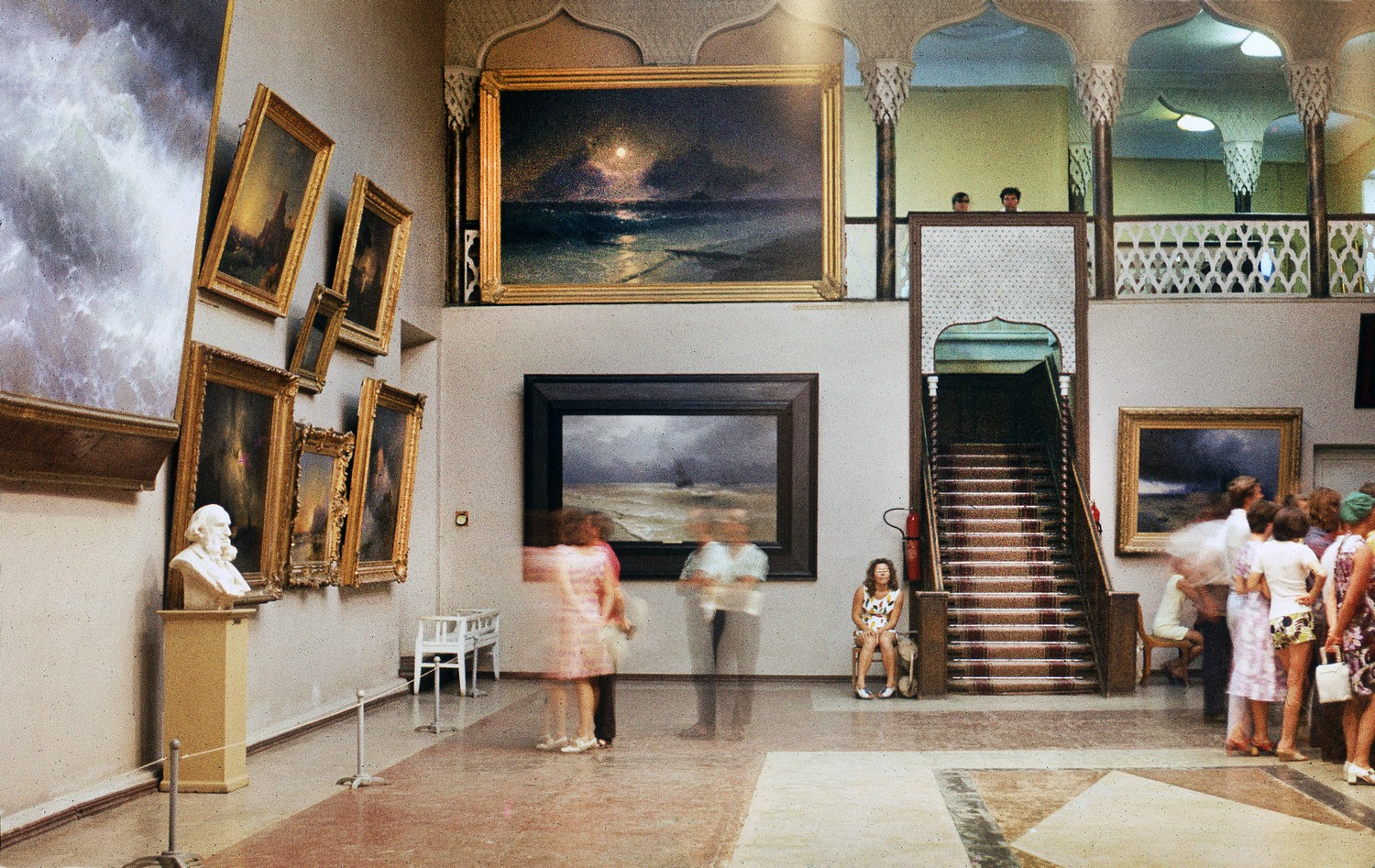

Die erste Ausstellung wurde 1845 von dem berühmten Marinemaler Iwan Konstantinowitsch Aiwasowski privat in seinem Haus organisiert. Der Grundstock der Sammlung umfasste 49 Gemälde von ihm. Es ist in zwei Gebäuden untergebracht: dem Haus von Aiwasowski, in dem sich die Ausstellung und die wichtigsten Lagerräume des Museums befinden (Galereinaya Str. 2), und dem Haus der Schwester des Künstlers, E.K. Mazirova, das für Ausstellungsräume und wissenschaftliche und administrative Zwecke genutzt wird (Galereinaya Str. 4). Es gilt als eines der beliebtesten Museen der Krim. Der Zustrom von Touristen während der Saison wird oft mit dem der Uffizien in Italien verglichen. Die Galerie wurde nach der Eremitage in St. Petersburg und der Tretjakow-Galerie in Moskau zum drittgrößten Museum des Russischen Reiches.
Nach Aiwasowskis Tod im Jahr 1900 ging das Eigentum an der Galerie gemäß seinem Testament auf die Stadt Feodossija über. Seit 1922 war die Galerie ein staatliches Museum der Sowjetunion. Die Sammlung umfasst etwa 13000 Werke zu nautischen Themen, darunter die weltweit größte Sammlung von Werken Iwan Aiwasowskis (416 Gemälde). Die Ausstellung präsentiert die Werke Aiwasowskis, die Geschichte seiner Familie und die Geschichte der Galerie. In einem separaten Gebäude (dem Haus der Schwester des Künstlers) werden mythologische und biblische Gemälde, Marinemalerei des 18. und 19. Jahrhunderts sowie die Cimmerische Malerschule mit Maximilian Woloschin, Lew Lagorio, Konstantin Bogajewski, Michail Lattry, Adolf Fässler und Archip Kuindschi gezeigt.
Im Jahr 1930 wurde vor dem Hauptgebäude ein Denkmal für Aiwasowski von Ilja Ginzburg mit der Inschrift „Feodossija für Aiwasowski“ errichtet. Am 29. Juli 1980 wurde das 100-jährige Bestehen der National Galerie Feodossija gefeiert. Seit dem Jahr 2007 trägt sie zusätzlich den Namen von Aiwasowski.